# چوب‌خواری

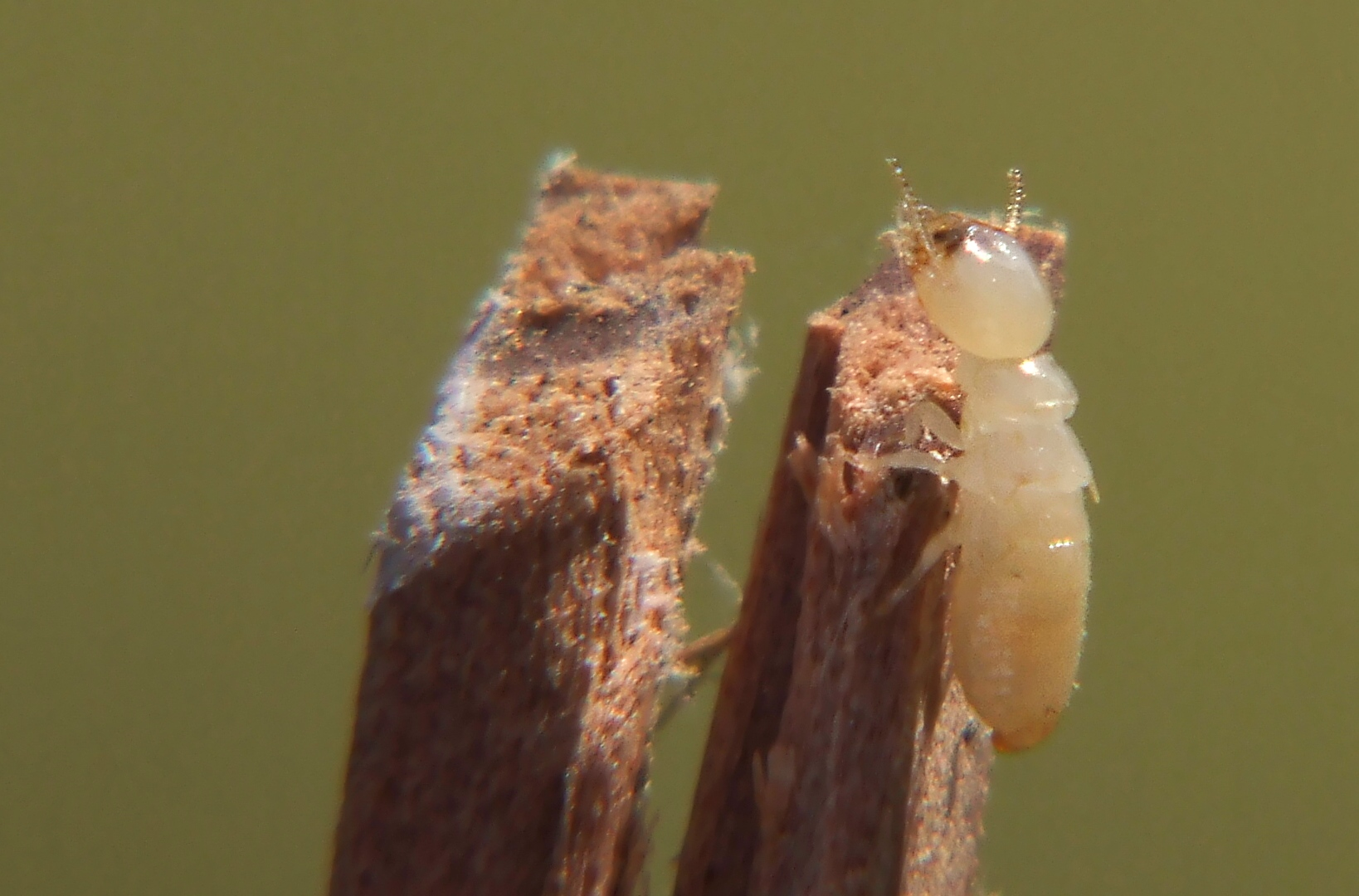
موریانه کارگر

چوب‌خواری (به لاتین: Xylophagy)، اصطلاحی است که در بوم‌شناسی برای توصیف عادت یک حیوان گیاه‌خوار که رژیم غذایی آنها عمدتاً (اغلب تنها) از چوب است استفاده می‌شود. این کلمه از واژهٔ یونانی xulophagos به معنی «چوب خوردن»، از ریشهٔ  xulon به معنی «چوب» و phagein به معنی «خوردن» گرفته شده‌است. این نام همچنین نام یونانی باستان برای نوعی پرنده کرم‌خوار بود. جانورانیی که تنها از چوب مرده تغذیه می‌کنند، «ساپروگزیلوفاژ» یا «ساپروکسیلیک» نامیده می‌شوند.